# Furacão Marty (2003)
O furacão Marty foi o ciclone tropical mais mortal da temporada de furacões de 2003 no Pacífico. Com formação em 18 de setembro, tornou-se a 13ª tempestade tropical e o quarto furacão do ano. A tempestade moveu-se geralmente para o noroeste e intensificou-se continuamente, apesar de um ambiente apenas marginalmente favorável para o desenvolvimento, e tornou-se um furacão de categoria 2 antes de atingir a península da Baja Califórnia e o México continental.
O furacão foi responsável por inundações significativas e picos de tempestade que causaram US $ 100 milhões (2003 USD) em danos principalmente na península de Baja California, e resultou na morte de 12   pessoas. Marty afetou muitas das mesmas áreas que haviam sido afetadas pelo furacão Ignacio um mês antes .

## História meteorológica
Uma onda tropical atingiu o Oceano Pacífico da América Central em 10 de setembro. A convecção ao longo da onda tornou-se mais organizada à medida que ela se movia para o oeste, e uma depressão tropical se desenvolveu em 18 de setembro. A depressão moveu-se geralmente para oeste-noroeste antes de se intensificar na tempestade tropical Marty em 19 de setembro. A tempestade arrastou ar seco para a sua circulação enquanto fazia uma curva em direção ao noroeste, interrompendo a estrutura convectiva da tempestade e inibindo a intensificação nos próximos dois dias. Eventualmente, Marty lutou contra o ar seco e se intensificou, atingindo a força de um furacão em 21 de setembro.
Marty começou a se mover norte-noroeste em resposta a uma crista de alta pressão a oeste, e continuou a se fortalecer, atingindo uma intensidade de pico de 100   mph (155   km / h) no início de 22 de setembro. Marty então se moveu para o norte em uma velocidade maior antes de atingir o continente 10   mi (15 km) a nordeste de Cabo San Lucas em Baja California Sur mais tarde naquele dia. Depois de fazer landfall, Marty voltou para o norte-noroeste, movendo-se paralelamente à costa leste da península e enfraquecendo para uma tempestade tropical em 23 de setembro. Marty então estagnou no Golfo da Califórnia após encontrar um sistema de alta pressão sobre o estado americano de Nevada, e enfraqueceu ainda mais para uma depressão tropical antes de fazer um segundo landfall perto de Puerto Peñasco, Sonora, em 24 de setembro. Marty se tornou uma área remanescente de baixa pressão em 25 de setembro, e se moveu erraticamente sobre o norte do Golfo da Califórnia pelos próximos dois dias antes de derivar para o sudoeste e se dissipar no norte da Península de Baja California em 26 de setembro.

## Preparativos
Temendo uma repetição dos danos causados pelo furacão Ignacio um mês antes, muitos residentes estocaram suprimentos, protegeram suas casas e foram evacuados para abrigos de emergência. O governo do México emitiu alertas de furacão para áreas da costa leste da Península de Baja California e da costa oeste do continente em 21 de setembro. Os alertas de tempestade tropical foram emitidos para a costa mexicana até o rio Colorado em 23 de setembro, mas foram interrompidos no mesmo dia. Os meteorologistas também previram que o furacão pode causar 4 – 6   pés (1,2 – 1,8   m) da onda de tempestade, 8   polegadas (20,3   cm) de chuva, inundações repentinas graves e deslizamentos de terra. Muitas escolas e destinos turísticos foram usados como abrigos de emergência e muitos portos e aeroportos foram fechados. Do outro lado do Golfo da Califórnia, no estado de Sonora, autoridades do município de Empalme monitoraram o status da barragem de Punta de Agua, localizada a 20 mi (30 km) a montante da sede do município, que ameaçava tombar e inundar a cidade. Como resultado, 300 residentes foram evacuados para abrigos em áreas mais altas.

## Impacto

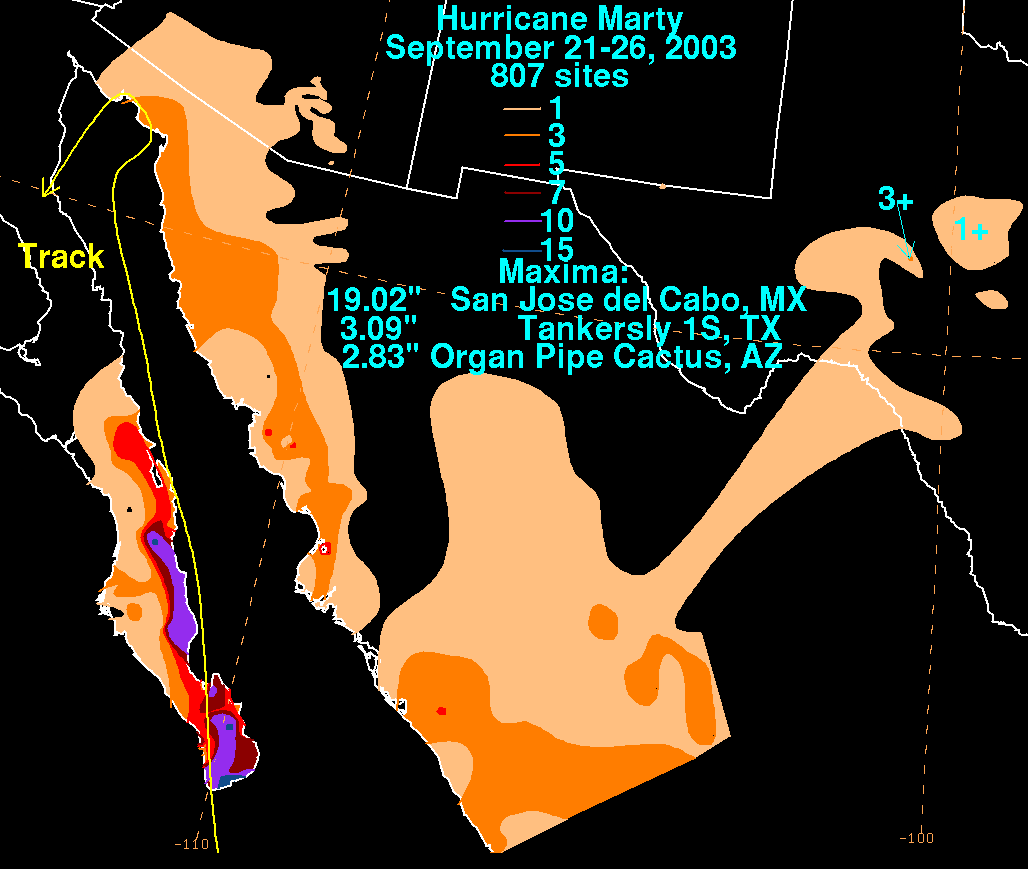
Tempestade total do furacão Marty

Cerca de 8 a 11   polegadas (200 – 280   mm) de chuva caiu em áreas da Península de Baja California, com o maior total de chuva em 24 horas ocorrendo em Todos Santos, Baja California Sur, onde 7,77   em (197,5   mm) de chuva caiu. Numerosos navios offshore relataram tempestades tropicais e ventos com força de furacão, e uma estação meteorológica automatizada em Cabo San Lucas, Baja California Sur relatou ventos sustentados de 85   mph (140   km / h) com rajadas de 115   mph (185   km / h). Santa Rosalía, Baja California Sur, relatou 7,8   polegadas (198 m) de chuva.
Cinco pessoas morreram afogadas depois que seus carros foram arrastados pela enchente enquanto tentavam atravessar um riacho. As inundações também danificaram de 4.000 a 6.000 casas e edifícios e interromperam significativamente o abastecimento de água e as comunicações por um longo período de tempo. A onda de tempestade do furacão danificou muitos barcos e iates em portos ao longo da costa da península, a maioria deles sem possibilidade de reparo.  Uma pequena erosão da praia foi relatada em San Felipe, Baja California . Como resultado, os municípios de La Paz, Los Cabos, Loreto, Comondú e Mulegé da Baja California Sur foram declarados áreas de desastre nacional. 6.000 pessoas foram afetadas e o dano total da tempestade foi de $ 100 milhões.
As filmagens do filme Troy de 2004 foram interrompidas quando o furacão atingiu a Baja California.

### México continental
No continente, o maior total diário de chuva ocorreu em Sebampo, Sonora, que registrou 6,73   em (171,0   mm) de chuva. Cinco pescadores morreram afogados quando seu barco de pesca afundou no Golfo da Califórnia, na costa de Sonora . Também naquele estado, a Universidade de Sonora suspendeu as operações em seu campus Navojoa . Mais duas pessoas morreram quando uma árvore caiu sobre um carro em Sinaloa . Chuvas fortes causaram enchentes moderadas a severas em Sonora e Sinaloa, embora os danos não tenham sido tão severos ou extensos como na península de Baja California. Los Mochis, Sinaloa, relatou ventos sustentados de 45   mph (70   km / h) em 22 de setembro.

### Sudoeste dos Estados Unidos
As faixas externas de Marty trouxeram fortes chuvas locais ao extremo sudoeste do Arizona, mas não houve relatos de enchentes. O maior total de chuva foi de 2,25   polegadas (57 mm) no Monumento Nacional de Organ Pipe Cactus no Arizona. A chuva se estendeu para o leste no Texas, onde um pico de tempestade de 3,09 polegadas (78 mm)   de chuva ocorrida em Tankersly.
Como os danos causados por Marty não foram extremos, o nome da tempestade não foi retirado das listas de nomes de furacões rotativos do Pacífico e foi usado novamente na temporada de 2009.